# Kabát
Kabát – czeski zespół muzyczny grający muzykę rockową założony w 1983 roku przez basistę Milana Špalka oraz gitarzystę Tomáša Krulicha.
W 2007 roku zespół reprezentował Czechy w 52. Konkursie Piosenki Eurowizji.

## Historia
Na początku Kabát działał w Cieplicach jako lokalny zespół rockowy. W 1991 roku grupa wydała debiutancki album zatytułowany Má jí motorovou, który zapewnił zespołowi rozpoznawalność w kraju. Pod koniec 1992 roku premierę miała pierwsza płyta koncertowa muzyków pt. Živě!, która została nagrana podczas wrześniowej trasy koncertowej zespołu.
Wkrótce zespołem zainteresowało się kierownictwo czeskiego oddziału wytwórni EMI, z którym muzycy ostatecznie podpisali kontrakt płytowy. W 1993 roku nakładem wytwórni ukazał się ich kolejny album pt. Děvky ty to znaj. W kolejnych latach wydane zostały następne płyty zespołu: Colorado (we wrześniu 1994), Země plná trpaslíků (listopad 1995), Čert na koze jel (październik 1997), MegaHu (1999) i Go Satane Go (grudzień 2000).
W 2002 roku zespół obchodził jubileusz dziesięciu lat od premiery swojego pierwszego albumu. Z tej okazji muzycy wydali podwójny album kompilacyjny zatytułowany Suma sumárum, który zawierał najpopularniejsze piosenki grupy oraz uzyskał status platynowej płyty w Czechach. W tym samym roku premierę miało koncertowe DVD zespołu zawierające najlepsze fragmenty z koncertu w Pradze w ramach trasy koncertowej o nazwie GSG Tour.
Pod koniec września 2003 roku ukazał się ósmy album studyjny zespołu zatytułowany Dole v dole. Na początku grudnia 2006 roku premierę miała kolejna płyta grupy pt. Corrida. Na albumie znalazł się m.in. utwór „Malá dáma”, z którym muzycy zakwalifikowali się do finału krajowych eliminacji eurowizyjnych. 10 marca wygrali finał selekcji, zdobywając największe poparcie telewidzów, dzięki czemu zostali wybrani na reprezentantów Czech w 52. Konkursie Piosenki Eurowizji organizowanym w Helsinkach. 10 maja wystąpili w pierwszym półfinale widowiska, zajmując w nim ostatnie (28.) miejsce z jednym punktem otrzymanym od Estonii.
12 września 2009 roku Kabát zagrał w Pradze koncert Po certech velkej koncert, podczas którego zespół miał oficjalnie zakończyć działalność. Zapis z tego wydarzenia ukazał się na płycie koncertowej wydanej pod koniec listopada tego samego roku. Na początku 2010 roku muzycy zapowiedzieli pracę nad nową płytą zatytułowaną Banditi di Praga, która ukazała się w grudniu. W tym czasie muzycy odbyli także trasę koncertową po kraju, z której zapis ukazał się na płycie koncertowej wydanej w listopadzie 2011 roku.
W połowie listopada 2013 roku ukazała się reedycja debiutanckiego albumu kompilacyjnego zespołu pt. Suma sumárum, która została wzbogacona o dwie dodatkowe płyty (jedną z nowymi piosenkami oraz jedną z teledyskami do wybranych singli). W 2015 roku album ukazał się także w wersji winylowej. W maju tego samego roku zespół wydał swoją nową płytę studyjną zatytułowaną Do pekla/Do nebe.

## Członkowie zespołu
- Josef Vojtek – śpiew (od 1983)
- Tomáš Krulich – gitara, wokal wspierający (od 1983)
- Milan Špalek – gitara basowa, wokal wspierający (od 1983)
- Radek „Hurvajs” Hurčík – perkusja, wokal wspierający (od 1986)
- Ota Váňa – gitara, wokal wspierający (od 1990)

## Dyskografia
| - Orgasmus (demo, 1989) - Má ji motorovou (1991) - Děvky ty to znaj (1993) - Colorado (1994) - Země plná trpaslíků (1995) - Čert na koze jel (1997) - MegaHu (1999) - Go satane go (2000) - Dole v dole (2003) - Corrida (2007) - Banditi di Praga (2010) - Do pekla/Do nebe (2015) - El Presidento (2022) | - Živě! (1992) - Po certech velkej koncert (2009) - Banditi di Praga Turné 2011 (2011) - Suma sumárum (2001, reedycja w 2013) - Box 2007 (2007) |